# Milica Ivković
Pour les articles homonymes, voir Ivković.
Milica Ivković, née le 2 mai 1993, est une volleyeuse internationale bosnienne évoluant au poste de libéro.
Elle mesure 1,72 m et joue pour l'équipe de Bosnie-Herzégovine depuis 2017.

## Biographie

### Carrière en club
Avec les clubs de son pays, le ŽOK Jedinstvo Brčko et l'UOK Banja Luka, elle gagne 2 fois le Championnat de Bosnie-Herzégovine et 2 fois la Coupe nationale entre 2017 et 2019. Trois ans plus tard, elle remporte le triplé Championnat-Coupe-Supercoupe avec le club roumain du CV Alba-Blaj.

### En sélection
Membre de l'équipe de Bosnie-Herzégovine depuis 2017, elle remporte avec sa sélection la Ligue d'argent européenne 2021, tournoi où elle est élue meilleure réceptionneuse par la CEV.

## Clubs
| Club                | De        | À         |
| ------------------- | --------- | --------- |
| UOK Banja Luka      | 2015-2016 | 2015-2016 |
| Jászberényi RK      | 2016-2017 | 2016-2017 |
| ŽOK Jedinstvo Brčko | 2017-2018 | 2018-2019 |
| UOK Banja Luka      | 2019-2020 | 2020-2021 |
| CV Alba-Blaj        | 2021-2022 | 2021-2022 |
| ŽOK Spartak         | 2022-2023 | 2022-2023 |

## Palmarès

### En sélection
- Ligue d'argent européenne (1) : 
  -  Vainqueur en 2021.

### En club
- Championnat de Bosnie-Herzégovine (2) :
  - Vainqueur en 2018, 2019.
  - Finaliste en 2021.

- Coupe de Bosnie-Herzégovine (2) :
  - Vainqueur en 2018, 2019.

- Championnat de Roumanie (1) :
  - Vainqueur en 2022.

- Coupe de Roumanie (1) :
  - Vainqueur en 2022.

- Supercoupe de Roumanie (1) :
  - Vainqueur en 2021.

### Distinctions individuelles
en sélection : 
- 2021 : Ligue d'argent européenne — Meilleure réceptionneuse.
- 2022 : Ligue d'or européenne — Meilleure réceptionneuse.

en club :
- 2019-2020 : Ligue européenne de la MEVZA — Meilleure libéro.